# Ilías Kanellópoulos
Ilías Kanellópoulos (grec moderne : Ηλίας Κανελλόπουλος, 1844 - 8 avril 1894) est un officier de la marine grec, connu en tant que directeur de l'Académie navale hellénique de 1884 à 1890, période pendant laquelle il l'établit de façon permanente et modernise son programme d'études.

## Biographie
Ilías Kanellópoulos naît à Nauplie en 1844. Il rejoint la Marine royale hellénique en 1863 en tant que cadet, et termine sa formation quatre ans plus tard en tant qu'enseigne de vaisseau.
Déjà en tant qu'enseigne, il montre ses compétences intellectuelles et ses intérêts, en traduisant par lui-même en grec les manuels français sur le maniement des navires gréés et à vapeur. Pour ce travail, il reçoit la Croix d'argent de l'Ordre du Rédempteur et est chargé de traduire en grec les dictionnaires navals français et britannique. En 1875, En 1875, il est promu lieutenant de vaisseau. Au cours de la même année, il rédige un manuel sur la navigation et le maniement des gréements. Au début de 1876, il est envoyé en France pour y poursuivre ses études. Il participe à un tour du monde d'une durée de 13 mois à bord du navire de ligne français Navarin. Il tient un journal de bord et prend des notes scientifiques détaillées sur son voyage, qui sont soumises au ministère des affaires navales grec dans un rapport, mais ne sont jamais publiées. À son retour en France, il est affecté à l'ambassade de Grèce à Paris.
En 1880, il reçoit la distinction d'officier de l'Ordre de la Couronne d'Italie en raison de son rôle dans le sauvetage du navire à vapeur italien Nuova Girona. Au cours de la même année, il part en Grande-Bretagne pour y poursuivre ses études. Promu au grade de capitaine de corvette en 1882, il est envoyé en Grande-Bretagne, en France, au Danemark et en Allemagne dans le cadre d'un comité naval chargé d'examiner le meilleur type de cuirassé à acheter par la Grèce.
À son retour en Grèce, À son retour en Grèce, il s'occupe de préparer le cadre juridique et institutionnel pour l'établissement officiel de l'Académie navale hellénique (existante auparavant de manière officieuse et intermittente), dont il est nommé le premier directeur le 22 juin 1884. Ceci représente une entreprise majeure : Kanellópoulos est non seulement le directeur de l'académie, mais aussi le professeur de toutes les matières liées à la marine, pour lesquelles il rédige les manuels correspondants, de toutes les questions concernant la manipulation des voiliers à l'astronomie et à la cosmographie, au calcul naval et à l'artillerie navale. En même temps, il est l'auteur de la plupart des textes législatifs de l'époque relatifs à la marine, et rédige un certain nombre d'études sur les fortifications navales, la création d'un arsenal permanent et d'une base navale, les opérations de débarquement, etc.. Tout comme son propre mentor, Leonídas Paláskas, Kanellópoulos est considéré comme l'un des principaux réformateurs et éducateurs de la marine grecque au XIXe siècle.
Il reste directeur de l'Académie de marine, avec le grade de capitaine de frégate, jusqu'en 1890. En 1892, il est élu membre du Parlement hellénique dans la circonscription d'Argos, mais il meurt le 27 mars 1894. Ses neveux, Fílippos et Konstantínos, s'engagent également dans la marine et deviennent amiraux.

## Décorations
La marine grecque honore sa mémoire en donnant son nom à l'un de ses centres d'entraînement, créé en 1948 à Skaramangás. En 1999, à la suite d'une fusion avec le centre de formation de Paláskas, situé à proximité, le nom de la base est conservé et, en 2008, la base navale de Kanellópoulos est établie à Skaramangás.